# 환사황후
환사황후 두묘(桓思皇后 竇妙, ? ~ 172년)는 후한 환제의 세 번째 황후이다.

## 생애
두무(竇武)의 딸로 165년(연희 8년) 귀인으로 책봉되었고 같은 해 겨울 폐서인된 황후 등씨의 뒤를 이어 환제의 황후로 책봉되었다. 본래 환제는 귀인 전씨(貴人 田氏)를 황후로 책봉할 생각이었지만 진번이 전씨의 미천한 출신을 이유로 들어 두씨를 천거했다. 환제가 죽고(168년 1월 25일(음력 167년 12월 28일)), 두씨는 환제의 당질을 영제로 세우고 태후가 되었다. 황제가 아직 어렸기 때문에 조정의 실권은 두씨의 아버지 두무를 비롯한 그 일족과 두씨가 황후로 책봉될 때 공을 세운 진번이 쥐게 되었다. 그러나 중상시 조절(曹節)과 환관 왕보(王甫) 등이 두태후에게 아첨하며 신임을 받아 높은 관직을 얻어내었다. 두무와 진번은 환관들의 횡포를 보고 몇 번이나 두태후에게 이들을 제거해야 한다고 간하였으나 태후는 그때마다 이를 받아들이지 않았다. 한편 조절과 왕보 측은 이를 미리 알고 진번과 두무가 황제를 폐위하려 한다고 모함하여 진번을 죽였다. 두무도 이를 알고 자살했고 두씨의 일족은 처형되거나 일남(지금의 베트남)으로 유배되었으며 두태후의 처소도 남궁으로 옮겨졌다. 171년 영제가 남궁에 있는 두태후를 만나 연회를 베풀어 주었다. 두태후의 환관 동맹(董萌)이 영제에게 아뢰어 두태후에게 보내는 물품을 늘려달라 부탁을 했고 이를 안 조절과 왕보는 동맹이 영제의 생모 동태후를 비방했다고 모함해 죽였다. 172년 유배 중이던 어머니의 죽음을 알고 두태후도 병이 들어 죽었다. 환관들은 두태후를 평소 입던 옷 그대로 수레에 실었고 조절과 왕보는 두태후를 귀인의 예로 장사지내도록 간했다. 그러나 영제가 이를 받아들이지 않고 태후의 예로 장사지내도록 했다. 조절과 왕보는 또한 두태후가 환제의 종묘에 배향되는 것을 막으려 했는데 태위 이함이 상주문을 내어 두태후는 영제를 아들로 삼아 임조청정을 했는데 어찌 모친으로 모시지 않을 수 있겠느냐고 주장했다. 영제는 이함의 상주문을 받아들여 두태후를 환제와 함께 장사지냈다.

## 참고 문헌
- 사마광, 《자치통감 삼국지》, 신동준 역, 살림출판사, 2004